# Silene thysanodes
Silene thysanodes là loài thực vật có hoa thuộc họ Cẩm chướng. Loài này được Fenzl miêu tả khoa học đầu tiên năm 1839.